# Жугель, Нино
Нино Жугель (словен. Nino Žugelj; род. 23 мая 2000, Словения) — словенский футболист, полузащитник шведского «Юргордена».

## Клубная карьера
Жугель — воспитанник клубов «Словень-Градец», «Дравоград» и «Марибор». 23 февраля 2019 года в матче против «Муры» он дебютировал в первой лиге Словении в составе последних. 8 июля 2021 года в матче квалификации Лиги Конференций УЕФА Жугель забил первый гол в составе мариборского клуба.
В 2020—2021 годах был арендован клубами «Драва Птуй» (не путать с клубом «Драва») и «Браво». 1 августа 2022 года стал игроком норвежского «Будё-Глимт»; сумма трансфера составила около 700 000 евро.
5 февраля 2025 года перешёл в шведский «Юргорден», с которым подписал контракт, рассчитанный на четыре года.

## Достижения
Клубные
«Марибор»
- Победитель Первой лиги Словении (2) — 2018/2019, 2021/2022[5]

«Будё-Глимт»
- Чемпион Норвегии: 2023